# Danya Cebus
Danya Cebus este o companie de construcții din Israel, parte a grupului Africa-Israel Investments.
Compania este prezentă în Canada, Israel, Rusia și în România.
În anul 2007, compania a generat o cifră de afaceri de 800 milioane de dolari, la nivel global.

## Danya Cebus în România
Danya Cebus Rom a intrat pe piața din România în anul 2007.
Compania a construit mallul Cotroceni Park.
Număr de angajați în 2009: 96
Cifra de afaceri:
| An            | 2009  | 2008  |
| ------------- | ----- | ----- |
| milioane euro | 118,7 | 109,2 |